# Licorne (constellation)
Monoceros
Pour les articles homonymes, voir Licorne (homonymie).
La Licorne est une constellation moderne relativement peu lumineuse. Située autour de l'équateur céleste, elle est visible depuis une grande partie du globe terrestre, à l'exception des pôles. Elle occupe une grande partie de l'espace situé à l'intérieur du Triangle d'hiver, ce qui permet de la localiser facilement.

## Histoire

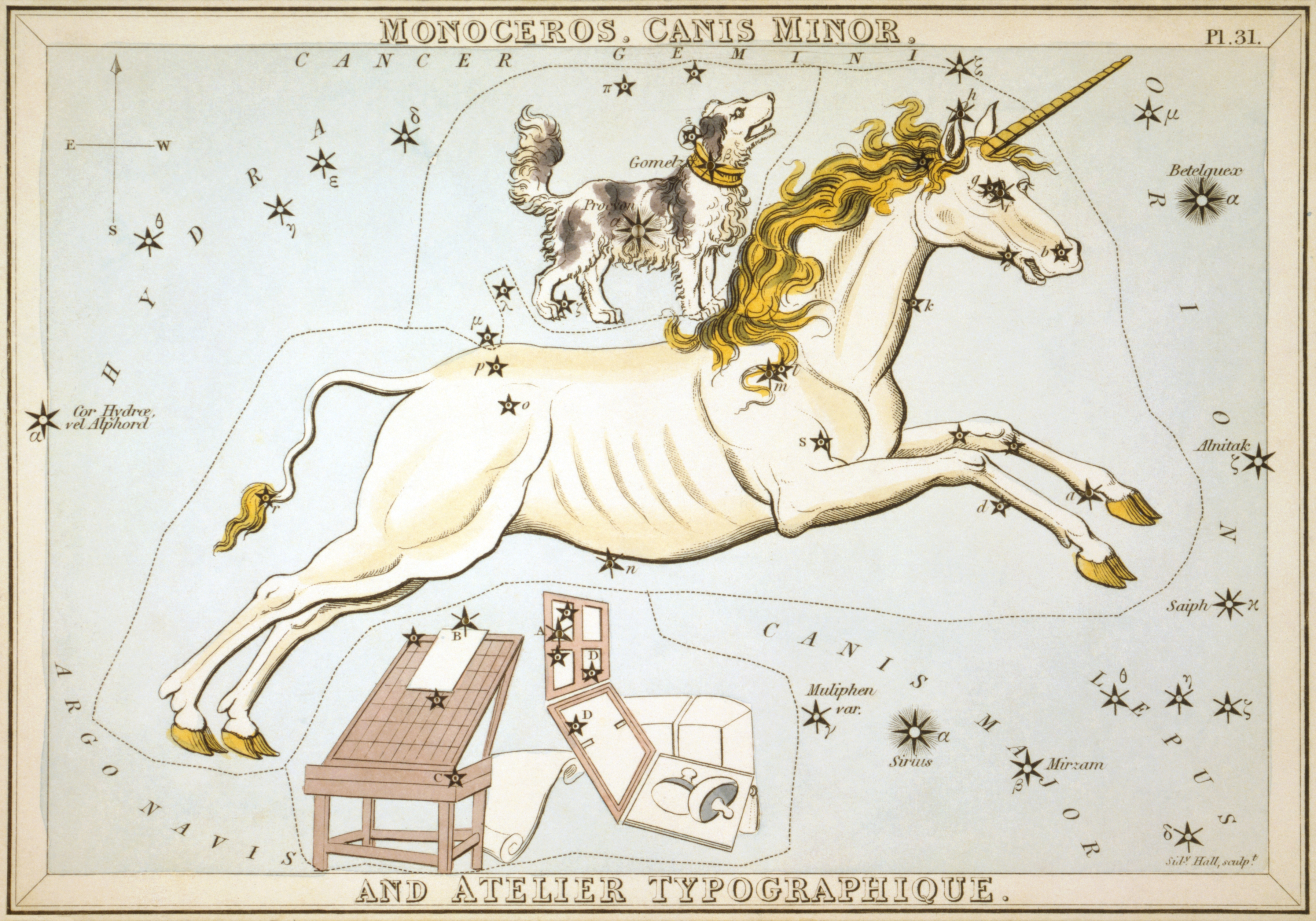
« La Licorne », dans Sidney Hall, Urania's Mirror, Londres, 1824.

La constellation de la Licorne est vraisemblablement nommée par l'astronome Petrus Plancius en 1613 et cartographiée par Jakob Bartsch en 1624. Heinrich Olbers et Ludwig Ideler indiquent cependant qu'elle apparaît sur des travaux datant de 1564 et Joseph Juste Scaliger rapporte l'avoir vue sur un ancien globe céleste perse.
Comme il s'agit d'une constellation moderne, la Licorne n'est associée à aucune mythologie. Une licorne est un animal merveilleux ressemblant à un cheval et possédant une corne sur le front.

## Étoiles principales

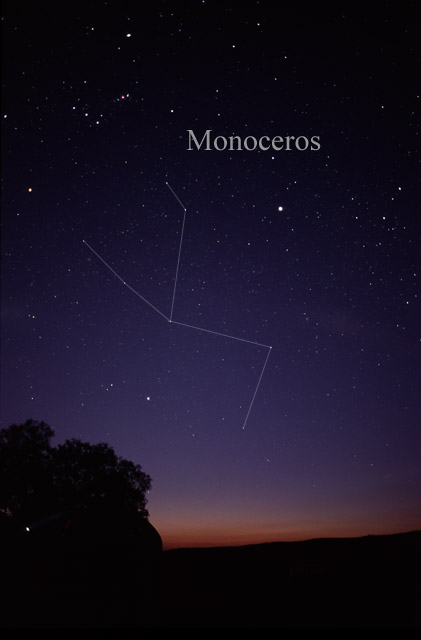
Constellation de la Licorne.

### βMonocerotis
β Monocerotis est en elle-même l'étoile la plus brillante de la constellation de la Licorne, avec une magnitude de 3,74. Il s'agit cependant d'un système triple, distant de près de 700 années-lumière. β Mon B (magnitude 5,4) et β Mon C (magnitude 5,6) orbitent l'une autour de l'autre en 4 200 ans et sont séparées d'environ 590 UA. β Mon A (la plus brillante des trois avec une magnitude de 4,6) est éloignée du couple de 1 570 ua et orbite en 14 000 ans. Toutes trois sont des étoiles blanc-bleu dont le spectre présente de fortes raies d'émission : elles tournent très rapidement sur elles-mêmes (au moins à plus de 150 km/s à l'équateur et sont entourées d'un disque de matière éjectée.

### Autres étoiles
Les étoiles de la Licorne sont peu brillantes et aucune ne possède un nom propre. La plus brillante est α Mon, de magnitude apparente 3,93. γ Mon la suit de peu avec une magnitude de 3,98.
V838 Monocerotis, une étoile variable distante d'environ 20 000 années-lumière, vit sa luminosité augmenter subitement en janvier 2002 en devenant une nova, la première qui ait pu être suivie par le télescope spatial Hubble.
Parmi les étoiles de la constellation possédant des exoplanètes, on peut citer CoRoT-1, CoRoT-7, HD 45652 (Lusitânia), HD 46375 ou encore HD 52265 (Citalá).

## Objets célestes
La constellation contient en revanche plusieurs objets célestes : M50, NGC 2244 et NGC 2506 sont des amas ouverts. La Nébuleuse de la Rosette (NGC 2237) et IC 2177 sont des nébuleuses diffuses. NGC 2170, NGC 2182, NGC 2185 et NGC 2261 sont des nébuleuses par réflexion.
1A 0620-00 (ou A 0620-00) est un des rares trous noirs stellaires détectés avec certitude dans notre Galaxie.